# Legazpi (Hiszpania)
Legazpi – gmina w Hiszpanii, w prowincji Guipúzcoa, w Kraju Basków, o powierzchni 41,84 km². W 2011 roku gmina liczyła 8639 mieszkańców.
W miejscowości jest stacja kolejowa Legazpi.